# Słomniki
Słomniki là một thị trấn thuộc huyện Krakowski, tỉnh Małopolskie ở nam Ba Lan. Thị trấn có diện tích 3 km². Đến ngày 1 tháng 1 năm 2011, dân số của thị trấn là 4365 người và mật độ 1273 người/km².